# Batman (1989.)
Batman je ekranizacija istoimenog stripa DC Comicsa iz 1989. redatelja Tima Burtona. U glavnim ulogama nastupili su Michael Keaton, Jack Nicholson, Kim Basinger i Robert Wuhl. Film je prvi nastavak iz filmskog serijala o Batmanu Warner Brothersa koji prati Brucea Waynea kako počinje vezu s Vicki Vale (Basinger). No, glavna preokupacija filma je uspon moćnog zlikovca poznatog kao Joker (Nicholson).
Michael Uslan i Benjamin Melniker otkupili su prava na film o Batmanu od DC Comicsa 1979. te su angažirali Toma Mankiewicza da napiše scenarij. Producenti Jon Peters i Peter Gruber su se pridružili produkciji. Prije nego što je Burton angažiran za redatelja, scenarij su doradili Steve Englehart i Julie Hickson. Kandidati za ulogu Batmana bili su mnogi glumci s A-liste, dok je Nicholson prihvatio ulogu Jokera pod raznim strogim uvjetima koji su diktirali visinu honorara, postotak od ukupne zarade i njegov raspored snimanja.
Snimanje je obavljeno u Pinewood Studiosu od listopada 1988. do siječnja 1989., gdje je scenograf Anton Furst dizajnirao Gotham City s raznim arhitektonskim stilovima kako bi izbjegao identifikaciju s raznim američkim megapolisima. Zamišljeni budžet od 30 milijuna dolara ubrzo je probijen do 48, dok je štrajk Američkog ceha scenarista iz 1988. prisilio scenarista Sama Hamma da napusti set. Za nepotpisane prerade su se pobrinuli Warren Skaaren, Charles McKeown i Jonathan Gems, a iz scenarija je izbačen lik Dicka Graysona.
Batman je bio komercijalni i kritički uspjeh i drugi najuspješniji film snimljen prema stripu DC-a. Film je bio nominiran za mnoge nagrade na 62. dodjeli Oscara, 47. dodjeli Zlatnih globusa i Nagrada Saturn. Film je potaknuo animiranu i filmsku seriju. Producenti Uslan i Melniker 1992. su podnijeli sudsku tužbu jer nisu dobili svoj dio od ukupne zarade filma na tržištu.

## Radnja
S dolaskom 200. godišnje parade, Gotham City je u čvrstom stisku kriminalnog bossa Carla Grissoma. Unatoč velikim naporima tek izabranog okružnog tužitelja Harveyja Denta i policijskog načelnika Jamesa Gordona, policija ostaje korumpirana. Novinar Alexander Knox i fotoreporterka Vicki Vale počnu istraživati istinu iza glasina o tajnovitom osvetniku odjevenom u kostim šišmiša koji je počeo zastrašivati kriminalce diljem grada.
Vale i Knox odlaze na dobrotvornu priredbu na imanje milijardera Brucea Waynea kojeg osvaja Vickin šarm. Iste noći, Grissomova desna ruka, Jack Napier, biva poslan u tvornicu kemikalija kako bi uklonio dokaze o umiješanosti svog šefa. Nakon što policija dobije anonimnu dojavu o provali u tvornicu i dođe ga uhititi, Napier shvati da mu je šef smjestio zbog afere s njegovom ljubavnicom. Usred obračuna stiže Batman i onesposobi Napierove plaćenike; pokuša uhvatiti Napiera, ali ovaj padne u spremnik s otrovnim otpadom. Preživljava, ali kemikalije ga doživotno deformiraju dok mu se izbjeljeno lice smrznulo u vječni smiješak. Postaje "Joker".
Nakon što je ubio Grissoma, Joker preuzima njegovo carstvo i počne kontrolirati grad u svojoj milosti mijenjajući svaki dan kemijski sastav higijenskih proizvoda tako da korištenje određene kombinacije može dovesti do smrti. Batman, za kojeg publika otkriva da je alter ego Brucea Waynea, pokuša uhvatiti Jokera koji postaje zainteresiran za Vicki. Implicira se da je Napier kao mladi kriminalac ubio Bruceove roditelje.
Joker održi paradu kroz Gotham, mameći građane na ulice bacajući im novac, dok ih u isto vrijeme namjerava ubiti smrtonosnim plinom. Batman prozre njegov plan, ali Joker otme Vicki i odvede je na vrh gothamske katedrale. Nakon obračuna s Batmanom, Joker pada u smrt sa zvonika. Nakon što policajci okruže Jokerovo tijelo, začuju zvuk smijeha. Ispostavlja se da je to igračka u njegovom džepu. Na kraju filma, načelnik Gordon otkriva Bat-Signal zajedno s porukom od Batmana u kojoj obećava kako će braniti Gotham kad god opet zaprijeti kriminal.

## Glumci
- Michael Keaton kao Bruce Wayne / Batman: Sin Thomasa i Marthe Wayne koji su ubijeni pred njegovim očima. S vremenom, on se zakune kako će osvetiti smrt roditelja i uzima alter ego Batmana.
- Jack Nicholson kao Jack Napier / Joker: Bivša desna ruka kriminalnog bossa Carla Grissoma. Napier biva transformiran u Jokera nakon pada u mješavinu kemikaliju u tvornici Axis.
- Kim Basinger kao Vicki Vale: Slobodna fotoreporterka i žena za koju postaje zainteresiran Bruce Wayne. Prije nego što se udružila s Alexanderom Knoxom na slučaju Batman, bila je poznati fotograf.
- Robert Wuhl kao Alexander Knox: Ambiciozni istraživački novinar Gotham Globea. Zaljubljen je u Vale te nije impresioniran Bruceom Wayneom. Knox istražuje i Wayneov rani život.
- Pat Hingle kao James Gordon: Načelnik policije Gotham Cityja. Isprva smatra kako je Batman samo obmana. Gordon je prijatelj Brucea Waynea te nije svjestan njegove povezanosti s Batmanom.
- Billy Dee Williams kao Harvey Dent: Novoizabrani okružni tužitelj Gotham Cityja. Dent se zakune kako će iskorijeniti kriminal u gradu kojeg predvodi Carl Grissom. I Dent je Wayneov prijatelj koji isto tako ne zna za njegov alter ego.
- Michael Gough kao Alfred Pennyworth: Vjerni batler Brucea Waynea koji ga je odgojio nakon smrti njegovih roditelja.
- Jack Palance kao Carl Grissom: Najmoćniji kriminalac u Gotham Cityju. Grissom smješta Napieru kao osvetu jer je ovaj spavao s Alicijom Hunt. Grissoma kasnije ubija Joker.
- Jerry Hall kao Alicia Hunt: Grissomova ljubavnica koja ga vara s Napierom. Joker ju unakazi i ostavi poremećenu, nakon čega se ona baci kroz prozor.
- Tracey Walter kao Bob the Goon: Napierova desna ruka.
- William Hootkins kao Poručnik Max Eckhardt: Korumpirani i moćni policijski detektiv iz Gradske policije Gotham Cityja. Eckhardt je povezan s Grissomom i žestoko protiv Napiera.
- Lee Wallace kao Gradonačelnik Borg: Trenutni gradonačelnik Gotham Cityja.

## Razvoj

### Michael Uslan
Batmanova popularnost krajem sedamdesetih je jenjavala. CBS je bio zainteresiran za produciranje filma Batman in Outer Space. Michael Uslan, bivši strip scenarist i Benjamin Melniker otkupili su u travnju 1979. prava na film o Batmanu od DC Comicsa. Uslanova želja bila je "snimiti konačnu, mračnu, ozbiljnu verziju Batmana, onako kako su ga 1939. zamslili Bob Kane i Bill Finger. Noćno stvorenje; uhodi kriminalce u sjeni." Richardu Maibaumu je ponuđeno pisanje scenarija, a Guyu Hamiltonu režija, ali su obojica odbili ponudu. Uslanu nije pošlo za rukom ustupiti projekt nekom od filmskih studija zbog kreativnih razlika. Columbia Pictures i United Artists su odbili ponude za ekranizaciju.
Uslan je, već razočaran, napisao scenarij nazvan Povratak Batmana kako "bih objasnio ljudima u Hollywoodu o čemu govorim! Bilo je to deset godina prije no što se pojavio strip serijal Povratak Viteza tame. Bio je to mračniji pristup tematici." U studenom 1979. projektu su se pridružili Jon Peters i Peter Gruber. Melnikeru i Uslanu je bilo obećano 40 posto od Petersova i Gruberova ukupnog profita na box officeu, a oni su smatrali kako je to najbolji obrazac za razvoj filma, sličan Supermanu iz 1978. Projekt je javno objavljen krajem 1981. s budžetom od 15 milijuna dolara, no nijedan studio još nije bio u igri. Uslan i Melniker su izgubili kontakt s Petersom i Gruberom. Peters i Gruber su se dogovorili s Warner Brothersima bez da su išta rekli Uslanu i Melnikeru.
Tom Mankiewicz dovršio je u lipnju 1983. scenarij nazvan Batman, fokusirajući se na korijene Batmana i Dicka Graysona s Jokerom i Rupertom Thorneom u ulozi zlikovaca. Mankiewicza je ponajviše inspirirao strip Batman: Strange Apparitions kojeg je napisao Steve Englehart. Premijera Batmana je krajem 1983. najavljena za sredinu 1985. s budžetm od 20 milijuna dolara. Uslan je za ulogu Batmana htio nepoznatog glumca, Williama Holdena za Jamesa Gordona i Davida Nivena za Alfreda Pennywortha. Brojni redatelji su povezivani s Mankiewiczevim scenarijem, uključujući Ivana Reitmana i Joea Dantea. Devet različitih scenarista je devet puta prepravljalo scenarij. Većina od njih bila je temeljena na stripu Strange Apparitions. No, Mankiewiczev scenarij je i dalje korišten kao misao vodilja projekta.

### Tim Burton
Nakon uspjeha Pee-weejeve velike avanture (1985.), Tim Burton je 1986. angažiran za redatelja. Uslan je tvrdio, "Timu sam samo pokazao originalnu priču Boba Kanea i Billa Fingera do trenutka u kojem se pojavljuje Robin. Pokazao sam mu priče Stevea Engleharta i Marshalla Rogersa te Nela Adamsa i Dennyja O'Neila. Najviše me je bilo strah da će se Tim držati najkičastijih stripova o Batmanu i gdje bi onda bili?" Burton je angažirao Julie Hickson da napiše priču na 30 stranica, smatrajući kako je Mankiewiczev scenarij kičast. Uspjeh Povratka Viteza tame i The Killing Joke natjerala je Warner Bros. da filmu doda tamniji ton. Iako Burton nikad nije bio ljubitelj stripova, bio je impresioniran s The Killing Joke.
Studio je zatim u ožujku 1986. zatražio pomoć Stevea Engleharta u prepravljanju priče. Englehart je ponudio da napiše potpuno novi scenarij, ali mu to studio nije dopustio. Englehart tvrdi, "Između originalnih stripova i obrada, oko 70 posto onoga što je završilo na ekranu potječe od mene." Englehart je u prvoj obradi zadržao sve Mankiewiczeve likove, ali je promijenio tijek priče. Warner Bros. je bio oduševljen, ali je Englehart pomiješao emocije s poslom. Kad je pisao drugu obradu (završivši je u svibnju 1986.), izbrisao je Pingvina i Dicka Graysona.
Burton se obratio Samu Hammu, obožavatelju stripova, da napiše scenarij, a Hamm je odlučio da neće koristiti originalnu priču misleći kako bi flashbackovi bili mnogo prikladniji i da "otkrivanje misterije postaje dio priče". Objasnio je, "Potpuno uništavaš svoju vjerodostojnost ako pokažeš kako Bruce Wayne postaje Batman." Hamm je Silver St. Cloud zamijenio s Vicki Vale, a Ruperta Thornea sa svojom kreacijom, Carlom Grissomom. Završio je svoj scenarij u listopadu 1986., a u njemu se našlo i rivalstvo između Brucea Waynea i Alexandera Knoxa oko Vicki Vale.
No, Warner Bros. nije bio spreman za nastavak produkcije bez obzira na pozitivne reakcije na Hammov scenarij od strane Boba Kanea. Hammov scenarij je u piratskim izdanjima ubrzo završio u mnogim strip knjižarama diljem Amerike. Batman je konačno dobio zeleno svjetlo nakon iznenađujuđeg uspjeha Burtonova Bubimira 1988. Kad su obožavatelji stripova saznali da će Burton režirati film u kojem će glavnu ulogu igrati Michael Keaton, javile su se mnoge kontroverze. Hamm je tvrdio, "Čuli su Burtonovo ime i odmah pomislili na Pee-weejevu veliku avanturu. Čuli su Keatonovo ime i pomislili na komedije s Michaelom Keatonom."

### Casting
Za ulogu Batmana kandidirali su Mel Gibson, Dennis Quaid, Kevin Costner, Harrison Ford, Charlie Sheen, Pierce Brosnan, Tom Selleck i Bill Murray. Gibson je odbio ulogu rekavši: "Jednostavno nisam htio nositi onaj kostim." Tim Burton je bio pod pritiskom da angažira neku akcijsku zvijezdu, ali on je htio nepoznatog glumca, kao što je to učinio Richard Donner kad je za Supermana angažirao Christophera Reevea. Jon Peters je htio Michaela Keatona tvrdeći kako on posjeduje željenu kvalitetu. Kako je surađivao s Keatonom u Bubimiru, Burton je pristao.
Keatonov angažman izazvao je kontroverze među obožavateljima stripova, a u urede Warner Brosa je stiglo 50 tisuća prosvjednih pisama. Bob Kane, Sam Hamm i Michael Uslan su se također žestoko protivili castingu, dok je Adam West tvrdio kako je on sam bolji izbor. Burton se oglasio riječima: "Očito je došlo do negativnih reakcija od strane obožavatelja stripa. Mislim da su oni pomislili kako će film izgledati kao TV serija jer u glavi imaju sliku Michaela Keatona iz filmova Tata kao mama i Noćna smjena i slično." Burton je Uslanu prikazao Keatonov film iz 1988. Čist i trijezan kako bi ga uvjerio da je Keaton pravi izbor, a Uslan se složio kako je Keaton "sjajan ozbiljni glumac." No, Uslan je ostao neuvjeren kako je Keaton fizički spreman za ulogu, ali ga je Burton uvjerio kako za Batmana nije potreban fizički sjajno pripremljen glumac. Burton je smatrao bi Batman trebao biti muškarac prosječne stature koji će odjenuti oklop i krenuti u obračun s kriminalom. Keaton se za inspiraciju poslužio stripom Franka Millera Povratak Viteza tame.
Za ulogu Jokera figurirali su Tim Curry, Willem Dafoe, David Bowie i James Woods. Jack Nicholson je bio Uslanov i Kaneov izbor još od 1980. Peters je kontaktirao Nicholsona još 1986., tijekom snimanja Vještica iz Eastwicka. Za njega je pripremljen poseban ugovor. U njemu je točno određen broj slobodnih sati koje je imao na raspolaganju od trenutka kad napusti set do vremena kad se treba vratiti na snimanje. Nicholson je zahtijevao da se sve njegove scene snime u roku od tri tjedna, ali se raspored oduljio na 106 dana. Nicholson je također zahtijevao prepravke scenarija i honorar od 6 milijuna dolara, kao i veliki postotak od ukupnog profita filma na box officeu. Honorar je navodno narastao do 50 milijuna dolara. Ulogu Vicki Vale originalno je dobila Sean Young, ali se ozlijedila tijekom snimanja. Burton je za zamjenu predložio Michelle Pfeiffer, no Keaton je, koji je bio u vezi s glumicom, smatrao kako bi to bilo nezgodno. Peters je predložio Kim Basinger s kojom je tada bio u vezi. Osim toga, Peters je zahtijevao prepravke scena u kojima se pojavljuje Basinger. Pfeiffer je u nastavku glumila Ženu mačku.

### Produkcija
Producenti su htjeli Batmana u cijelosti snimiti u Los Angelesu, ali zanimanje medija je bilo preveliko pa se produkcija preselila u Englesku. Film je u cijelosti snimljen u studijima Pinewood od listopada 1988. do siječnja 1989. Korišteno je 18 hangara. Budžet je ubrzo s originalnih 30 milijuna skočio na 48 milijuna dolara. Snimanje je bilo stroga tajna. Glasnogovorniku je ponuđeno deset tisuća funti za fotografije Nicholsona u kostimu Jokera. Kasnije je bila pozvana policija kad su ukradene dvije role filma (oko 20 mniuta).
Hammu nisu dozvoljene prepravke scenarija na setu zbog štrajka Ceha američkih scenarista 1988. Warren Skaaren i Charles McKeown su dovedeni kako bi prepravili scenarij tijekom snimanja. I Jonathan Germs je proveo nekoliko tjedana prepravljajući scenarij. Hamm je kritizirao prepravke te promjene pripisao onom što je nazvao "monolitnim studijskim mentalitetom". Burton je objasnio, "Ne razumijem zašto je to postao tako veliki problem. Počeli smo sa scenarijem koji se svima svidio, iako smo bili svjesni da treba malo dorade." Burton je pohvalio Nicholsona što je iskazao potporu unatoč problemima i poteškoćama tijekom snimanja. Dick Grayson se pojavljivao u konačnom scenariju, ali je izbačen jer su producenti smatrali kako nije važan za radnju.
Joker je isprva trebao ubiti Vicki Vale što bi izazvalo Batmana da krene u osvetu. Jon Peters je prepravio vrhunac filma bez da je rekao Burtonu i naložio scenografu Antonu Furstu da izgradi 12-metarski model katedrale. To je stajalo 100 tisuća dolara, kad je film već u velikoj mjeri probio budžet. Burtonu se ideja nije svidjela, ali nije znao kako će scena uopće završiti: "Jack Nicholson i Kim Basinger hodaju prema vrhu katedrale, a na pola puta Jack se okrene i kaže, 'Zašto moram prijeći tolike stepenice? Gdje idem? Razgovarat ćemo o tome kad dođem do vrha!' Morao sam mu reći da ne znam."

### Dizajn
Burton je bio impresioniran dizajnom Antona Fursta za film Vučje bratstvo, a ranije nije uspio angažirati Fursta za svoj film Bubimir. Furst je bio zauzet radom na Kućnim duhovima, izborom zbog kojeg je kasnije požalio. Furst je uživao radeći s Burtonom. "Mislim da se nikad nisam osjećao prirodnije u suradnji s redateljem. Konceptualno, duhovno, vizualno ili umjetnički. Nikad nije bilo problema jer se nismo ni oko čega svađali."
Furst i scenografski odjel namjerno su izmiješali različite arhitektonske stilove kako bi učinili Gotham City najružnijim i najbezbojnijim gradom koji se uopće može zamisliti. Za dizajn setova nije korištena digitalna tehnologija već su producenti ovisili o slikama i stvarnim 12-metarskim zgradama. Derek Meddings je bio supervizor specijalnih efekata. Rad Andreasa Feiningera izvršio je utjecaj na dizajn filma. Furstova kreacija Gotham Cityja stajala je 5,5 milijuna dolara, dok je Knebworth House poslužila kao Wayneov zamak. Keith Short je izradio Batmobil i dodao dvije smeđe automatske puške.
Kostimograf Bob Ringwood (Umjetna inteligencija, Troja) radi Batmana je odbio ponudu za rad na filmu Dozvola za ubojstvo. I Ringwood je bio iznenađen izborom Michaela Keatona: "Mislio sam da će to biti neka ogromna ljudina. Michael Keaton je mnogo stvari, ali ljudina sigurno nije. Budući da je prosječne visine i slabo građen, bilo je to za mene iznenađenje. Nisam znao kako to interpretirati. Sama suština lika Batmana u stripovima je ogromni tip - kao i svi superjunaci. Zato je problem bio kako učiniti nekoga prosječne građe i pojave da izgleda kao netko veći od života." Obožavateljima stripova isprva se nije svidio Bat-kostim. Burton nije htio koristiti uske hlače ili gaće kao u stripovima jer je to smatrao ponižavajućim. Burtonova ideja je bila koristiti crni kostim, što je odobrio i Kane. Jon Peters je imao u vidu promociju Nikea. Vizažist Nick Dudman je za Nicholsonovo lice koristio akrilne boje. Dio Nicholsonova ugovora bilo je odobrenje tko će mu dizajnirati šminku.

### Glazba
Burton je za skladatelja izabrao Dannyja Elfmana, svojeg suradnika na filmovima Pee-weejeva velika avantura i Bubimir. Elfmanu je za inspiraciju dan Povratak Viteza tame Franka Millera. Elfman je bio zabrinut jer nikad dotad nije radio na tako velikom projektu, ali je na kraju uživao skladajući teme za Jokera. Jon Peters i Peter Gruber isprva su htjeli Princea za teme Jokera, a Michaela Jacksona za romantičnu temu. Elfman bi u tom slučaju iskombinirao stil Princeovih i Jacksonovih pjesama za cjelokupnu filmsku glazbu.
Burton je protestirao protiv takve ideje, rekavši "moji filmovi nisu kao Top Gun". Elfman je zatražio pomoć gitarista Stevea Barteka iz Oingo Boingoa i Shirley Walker kako bi skladao kompozicije za orkestar. Elfman je kasnije bio nezadovoljan s audio miksom svoje filmske glazbe. "Batman je snimljen u Engleskoj od strane tehničara kojima nije bilo stalo, a to se kasnije i pokazalo", rekao je kasnije Elfman. Batman je bio jedan od prvih filmova koji je iznjedrio dva soundtracka. Na jednom se se našle Princeove pjesme dok je na drugom bila Elfmanova filmska glazba. Oba soundtracka su bila uspješna.

## Reakcije

### Premijera
Anton Furst je dizajnirao poster kojeg je nazvao "evokalnim, ali sveprisutnim. Na njemu se nalazi samo Bat-simbol." Raniji dizajni su "imali riječ 'Batman' napisanu u stilu RoboCopa ili Conana barbarina".
Tijekom produkcije, Peters je u Wall Street Journalu pročitao da su obožavatelji stripa nezadovoljni izborom Michaela Keatona. Peters je umjesto odgovora požurio s prvim trailerom koji se prikazivao u tisućama kina tijekom Božića. Trailer je bio jednostavni spoj nadrealnih scena bez glazbe. Stvorio je ogromno zanimanje za film.
U mjesecima prije premijere Batmana u lipnju 1989., javio se popularni fenomen nazvan "Batmania". Tima Burtona je osobno "iritirao". U tom periodu su se prodavali razni artikli povezani s Batmanom, a profit je premašio 750 milijuna dolara. Kultni redatelj i strip scenarist Kevin Smith se prisjetio, "To ljeto je bilo strašno. Nisi se mogao okrenuti da ne vidiš Bat-signal negdje okolo. Ljudi su radili frizure prema tom modelu. Bilo je to ljeto šišmiša i ako ste bili obožavatelj Batmana bilo je prilično uzbudljivo." Novelizaciju filma napisao je Craig Shaw Gardner.

### Kritike
Batman je premijerno prikazan 23. lipnja 1989., zaradivši u 2194 kina 40,49 milijuna dolara u prvom vikendu prikazivanja. Film je na kraju u Sjevernoj Americi zaradio 251,2 milijuna dolara te 160,15 u stranim zemljama, ukupno 411,35 milijuna dolara. Batman je bio prvi film koji je u prvih deset dana nakon premijere zaradio 100 milijuna dolara. Bio je to najuspješniji film temeljen na stripovima DC-a, sve do 2008. i Viteza tame, te 42. najuspješniji svih vremena u Sjevernoj Americi. Iako je film Indiana Jones i posljednji križarski pohod zaradio najviše u svijetu 1989., Batman ga je uspio nadmašiti u Sjevernoj Americi, a u daljnjoj VHS distribuciji je zaradio 150 milijuna dolara.
Batman je od nekih kritiziran kao "previše mračan". Mnogi kritičari su smatrali kako je Burton više bio zainteresiran za Jokera, a ne Batmana u smislu karakterizacije i ukupnog vremena na ekranu. Fanovi stripova reagirali su negativno na scenarij prema kojem Joker ubija Thomasa i Marthu Wayne. U stripovima, odgovoran je Joe Chill. Princeove pjesme su kritizirane kao "neadekvatne". Dok je Burton izjavio kako mu ne smetaju njegove pjesme, nije bio pretjerano oduševljen njihovim korištenjem u filmu. Smontiravši konačnu verziju filma, Burton je primijetio, "ima dijelova koji mi se sviđaju, ali je s vremena na vrijeme bilo dosadno".
Kim Newman iz Monthly Film Bulletina je napisala, "Burton i scenaristi vide Batmana i Jokera kao dramske antiteze, a film se bavi njihovim isprepletenim podrijetlima i sudbinama u mnogo većoj mjeri nego bilo koji strip o toj tematici." Ni James Berardinelli nije bio pretjerano oduševljen: "mnogo je stvari koje ne valjaju s Batmanom, ali to je opet solidna zabava u finoj tradiciji tipičnog neinteligentnog ljetnog filma. Najbolja stvar koja se može reći o Batmanu jest da je doveo do Batman se vraća koji je bio daleko superiorniji." Hal Hinson iz Washington Posta je bio oduševljen što će Burton režirati film, rekavši: "Nema mnogo filmova kao što je ovaj. Na neki način, to je remek-djelo šunda, djelo istinskog umjetnika." U Varietyju su napisali "Jack Nicholson je ukrao svaku scenu", ali su ipak Batmana opisali u pozitivnom svjetlu. Roger Ebert je bio impresioniran scenografijom, ali je ustvrdio "Batman je trijumf dizajna nad pričom, stila nad sadržajem, film sjajnog vizualnog izgleda s pričom za koju ne morate puno mariti." Njegov kritičarski partner, Gene Siskel je hvalio film, posebno izvedbe, režiju i scenografiju, te kako vas ti elementi u kombinaciji 'uvlače u psihološki svijet'. Jonathan Rosenbaum iz Chicago Readera nazvao je film "gledljivim".

### Ostavština
Anton Furst i dizajner setova Peter Young osvojili su Oscar za najbolju scenografiju. Nicholson je bio nominiran za Zlatni globus za najboljeg glumca u komediji ili mjuziklu. Britanska akademija filmskih i televizijskih umjetnosti nominirala je Batmana u šest kategorija (scenografija, vizualni efekti, kostimografija, šminka, zvuk i sporedni glumac za Nicholsona), ali film nije osvojio nijednu. Nicholson, Basinger, odjel za šminku i kostimograf Bob Ringwood su bili nominirani za Nagradu Saturn. Sami film je bio nominiran za najbolji fantastični film.
DC Comics je dopustio scenaristu Samu Hammu da napiše vlastitu strip miniseriju. Hammove priče prikupljene su u stripu Batman: Blind Justice (ISBN 978-1563890475). Ilustrirali su ga Denys Cowan i Dick Giordano. Blind Justice govori o Bruceu Wayneu koji pokušava riješiti seriju ubojstava povezanih s Wayne Enterprises. Označava i prvo pojavljivanje Henrija Ducarda koji se kasnije pojavio u prvom dijelu obnovljenog serijala, u filmu Batman: Početak.
Uspjeh Batmana nagnao je Warner Bros. Animation da osmisle animiranu seriju. Suautor serije Bruce Timm je izjavio kako je art deco dizajn televizijske serije inspiriran filmom. Timm je komentirao, "naše serije nikad ne bi ni bilo da nije bilo filma." Batman je pomogao i u stvaranju filmskog serijala o Batmanu koji je završio s filmom Batman i Robin. Serijal je kasnije oživljen filmom Batman: Početak.
Producenti Michael Uslan i Benjamin Melniker podnijeli su 26. ožujka 1992. sudsku tužbu na Vrhovnom sudu u Los Angelesu. Uslan i Melniker su tvrdili da su "žrtve zlobne kampanje prijevare i prisile koja nas je izbacila iz daljnje uključenosti u produkciju Batmana i njegovih nastavaka. Odbijeni su nam potpisi na uvodnoj špici i financijske nagrade za naš prijeko potrebni umjetnički doprinos uspjehu Batmana." Sudac Vrhovnog suda je odbacio njihov slučaj dok su se Uslan i Melniker utješili s honorarom izvršnog producenta od 300 tisuća dolara svakom.

## Vanjske poveznice
- Batman u internetskoj bazi filmova IMDb-a
- Batman na Rotten Tomatoes
- Batman na Box Office Mojo